# Ozero Sterzjen
Ozero Sterzjen (ryska: Озеро Стержень) är en sjö i Belarus.   Den ligger i voblasten Vitsebsks voblast, i den norra delen av landet, 160 km nordost om huvudstaden Minsk. Ozero Sterzjen ligger 134 meter över havet. Arean är 1,5 kvadratkilometer. Den sträcker sig 1,4 kilometer i nord-sydlig riktning, och 1,4 kilometer i öst-västlig riktning.
I omgivningarna runt Ozero Sterzjen växer i huvudsak blandskog. Runt Ozero Sterzjen är det glesbefolkat, med 17 invånare per kvadratkilometer.